# 中央シェル石油販売
中央シェル石油販売株式会社（ちゅうおうシェルせきゆはんばい）は、かつて存在した石油等販売会社である。

## 概要
昭和シェル石油→出光興産100%出資の連結子会社として「apollostation」ブランドのガソリンスタンドを運営し、首都圏に83の店舗網を持っていた。
株式会社ペトロスター関東、株式会社ハヤワと合併し、中央シェル石油販売株式会社を存続会社として運営していたが、2023年（令和5年）4月1日に従前よりの出光系であった出光リテール販売に吸収合併された。